# 育兒天地
《育兒天地》（The Parents' Journal）是一份在香港出版的親子月刊，語言為中英兩語。讀者對象為0-6歲子女的父母。

## 歷史
《育兒天地》創刊於1999年7月，原為一份英文育兒雜誌，至2000年8月改為中英雙語雜誌。雜誌使用的商標在2001年6月開始登記，並沿用至今。
2009年中，《育兒天地》被百家寶集團收購。

## 內容
《育兒天地》的讀者對象為0-6歲子女的家長，雜誌主要邀請自由撰稿人及育兒專家寫文章，內容多貼近當時社會關注的親子活動或事件。雜誌並設讀者投稿專欄，讓父母分享育兒心得或親子生活的點滴。
《育兒天地》的雜誌內容，主要分為4個部份，分別為：
- Pregnancy & Baby
- Feature
- Your Child
- Your Life

## 育兒天地展覽
《育兒天地》雜誌在2001年開始舉辦育兒天地展覽。2010年，第9屆育兒天地展覽在5月15日及16日舉行。大會在展覽中選出了 10大最具感染力父母。以下為得獎名單。

### 10大最具感染力媽媽
- 楊婉儀
- 雷林靜怡
- 潘芳芳
- 苗春暉
- 姜依蘭
- 梁芷珊
- 柏安妮
- 郭錦恩
- 何志恩
- 何倍倩

### 10大最具感染力爸爸
- 張堅庭
- 鄧梓峰
- 司徒永富
- 施家殷
- 鐘建民
- 雷兆光
- 王者匡(Harry哥哥)
- 杜堅能
- 鄒世龍
- 劉俊龍